# Joseph Vũ Công Viện
Joseph Vũ Công Viện (* 23. März 1973 in Tan Do) ist ein vietnamesischer römisch-katholischer Geistlicher und Weihbischof in Hanoi.

## Leben
Joseph Vũ Công Viện studierte am Priesterseminar von Hanoi Philosophie und Theologie und empfing am 20. Dezember 2007 das Sakrament der Priesterweihe für das Erzbistum Hanoi.
Nach der Priesterweihe war er zunächst als Kaplan in der Pfarrseelsorge eingesetzt. Anschließend studierte er von 2010 bis 2014 Kanonisches Recht an der Saint Paul University in Ottawa und erwarb das Lizenziat. Ab 2014 war er Offizial des Erzbistums Hanoi und bis 2021 zudem als Pfarrer in der Gemeindeseelsorge tätig. Ab 2021 war er neben seiner Tätigkeit als Offizial akademischer Dekan am Priesterseminar von Hanoi.
Papst Franziskus ernannte ihn am 26. Oktober 2024 zum Titularbischof von Zama Major und zum Weihbischof in Hanoi. Der Erzbischof von Hanoi, Joseph Vu Van Thien, spendete ihm am 28. November desselben Jahres in der Kathedrale von Hanoi die Bischofsweihe.